# Хенар Андрінуа
Хенар Андрінуа Кортабаррія (ісп. Genar Andrinúa Cortabarría; нар. 9 травня 1964, Більбао) — іспанський футболіст, що грав на позиції захисника. Виступав за збірні Іспанії та Країни Басків.
Чемпіон Іспанії. Володар Кубка Іспанії з футболу. Володар Суперкубка Іспанії з футболу.

## Клубна кар'єра
Вихованець футбольної школи клубу «Атлетік Більбао».
У дорослому футболі дебютував 1982 року виступами за команду клубу «Більбао Атлетік», в якій провів три сезони, взявши участь у 104 матчах чемпіонату.
Згодом з 1983 по 1986 рік грав у складі команд клубів «Атлетік Більбао» та «Реал Вальядолід» (на правах оренди). Протягом цих років виборов титул чемпіона Іспанії.
1986 року повернувся до клубу «Атлетік Більбао» з оренди, після чого відіграв за нього ще 11 сезонів. Більшість часу, проведеного у складі «Атлетика», був основним гравцем захисту команди. Завершив професійну кар'єру футболіста виступами за команду «Атлетик» у 1997 році.

## Виступи за збірні
1987 року дебютував в офіційних матчах у складі національної збірної Іспанії. Протягом кар'єри у національній команді, яка тривала чотири роки, провів у формі головної команди країни 31 матч, забивши три голи.
У складі збірної був учасником чемпіонату Європи 1988 року у ФРН, чемпіонату світу 1990 року в Італії.

## Досягнення
- Чемпіон Іспанії:

«Атлетік Більбао»: 1983–1984
- Володар кубка Іспанії:

«Атлетік Більбао»: 1983–1984
- Володар Суперкубка Іспанії з футболу:

«Атлетік Більбао»: 1984
- Чемпіон Європи (U-21): 1986